# Empis lucidiventris
Empis lucidiventris är en tvåvingeart som beskrevs av Saigusa 1992. Empis lucidiventris ingår i släktet Empis och familjen dansflugor. Inga underarter finns listade i Catalogue of Life.